# Othon Grégoire Benoît de Lostende
Pour les articles homonymes, voir Lostende.
Ne doit pas être confondu avec Grégoire Benoist de Lostende.
Othon Grégoire Benjamin Benoît de Lostende ou Benoist de Lostende, né le 31 mars 1754 à Limoges et mort le 2 août 1795 à Quiberon, est un officier français.

## Biographie
Il est le fils de Jean Baptiste Benoist de Lostende, chevalier, seigneur de Landouge et de Lostende (1710-1782) et de Marie-Anne Martin (1721-1802). 
Colonel au Royal-Champagne en 1790, il est émigré au régiment de Rohan en 1791 puis au régiment Royal-Picardie cavalerie (1792). Capturé en 1795, il est fusillé à Quiberon. 
Jules Verne le mentionne dans le premier chapitre de son roman Le Chemin de France.